# Alte Emscher

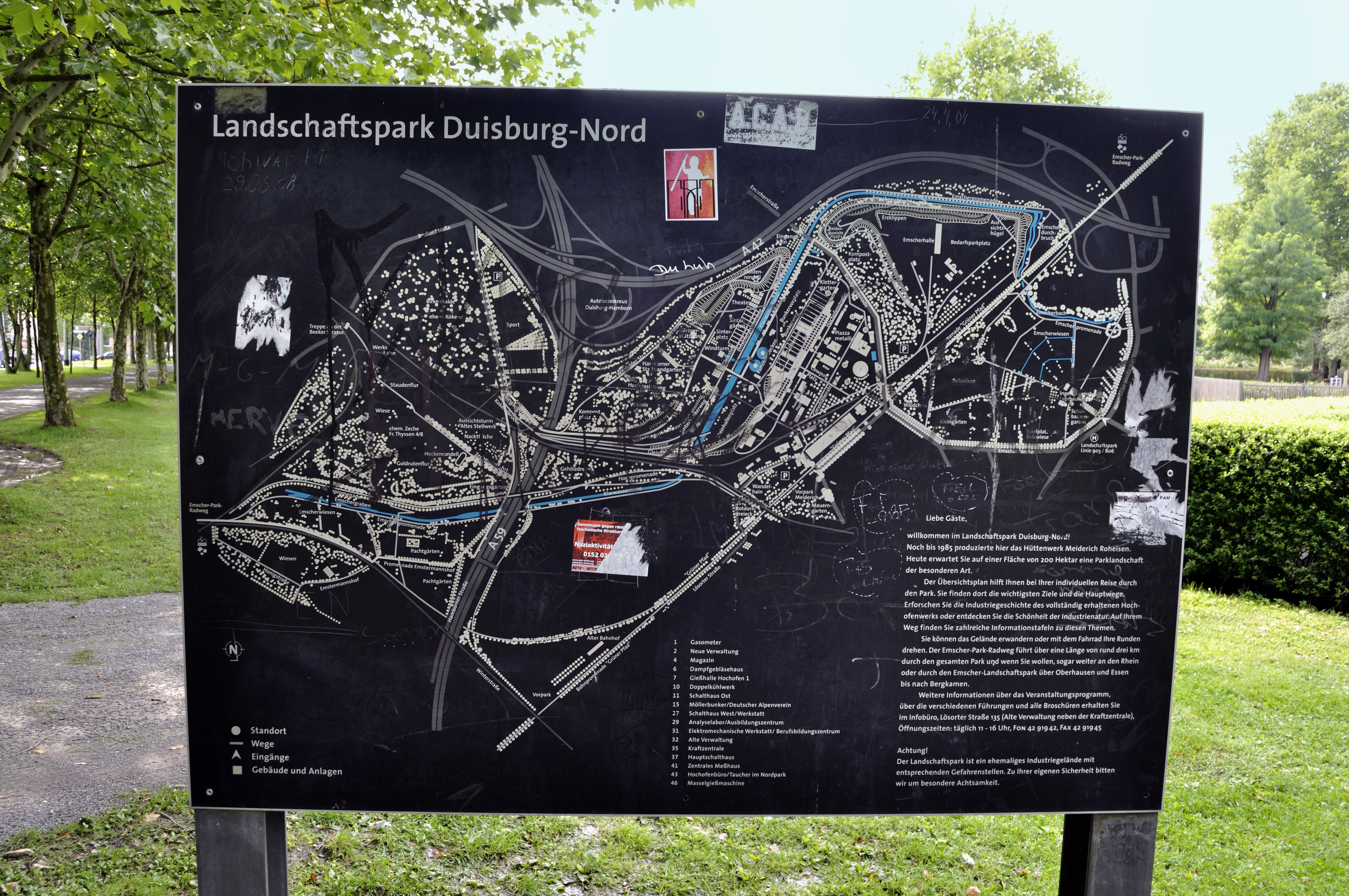
Karte des LaPaDu mit Verlauf der Alten Emscher

Die Alte Emscher ist ein 10,2 km langer Altarm der Emscher in Duisburg mit einem Einzugsgebiet von 29,2 km². Sie stellt die ursprüngliche Mündungsstrecke der Emscher dar.
Erhebliche Bergsenkungen im Bereich von Meiderich, Beeck und Bruckhausen führten um 1900 dazu, dass das Wasser der Emscher nicht mehr mit natürlichem Gefälle in den Rhein abfließen konnte und sich sammelte. 1910 verlegte deshalb die Emschergenossenschaft den Mündungsverlauf weiter nach Norden, in den Lauf der heutigen Kleinen Emscher. 
Im tiefsten Punkt der Entwässerungssenke der Alten Emscher baute die Genossenschaft 1914 das Pumpwerk Alte Emscher.
Der Altarm entspringt heute einem Hauptsammler in Duisburg-Neumühl an der Grenze zu Oberhausen-Buschhausen. Lange Zeit war der Altarm ein offener, kanalisierter, oberirdischer Abwasserlauf für Haushalts- und Industrieabwässer. 1995 wurde mit dem Bau unterirdischer, getrennter Abwasserkanäle begonnen, zuerst im Landschaftspark Duisburg-Nord, den die Alte Emscher auf 3 km Länge durchzieht. Die Rohre haben einen Durchmesser von 1,0 bis 4,4 Metern, sie führen die Abwässer direkt zur Kläranlage Duisburg Alte Emscher. Gleichzeitig wurde der Fluss ökologisch verbessert und der Freizeitwert durch die Emscherpromenade und ähnliche Maßnahmen angehoben. In der Alten Emscher schwimmen heute zahlreiche Fische, unter anderem wurden Welse und Hechte gesichtet. Die Emschergenossenschaft hat mit dem Rheinischen Fischereiverband einen Pachtvertrag geschlossen und die Alte Emscher ist damit seit September 2016 offiziell ein Fischereigewässer.

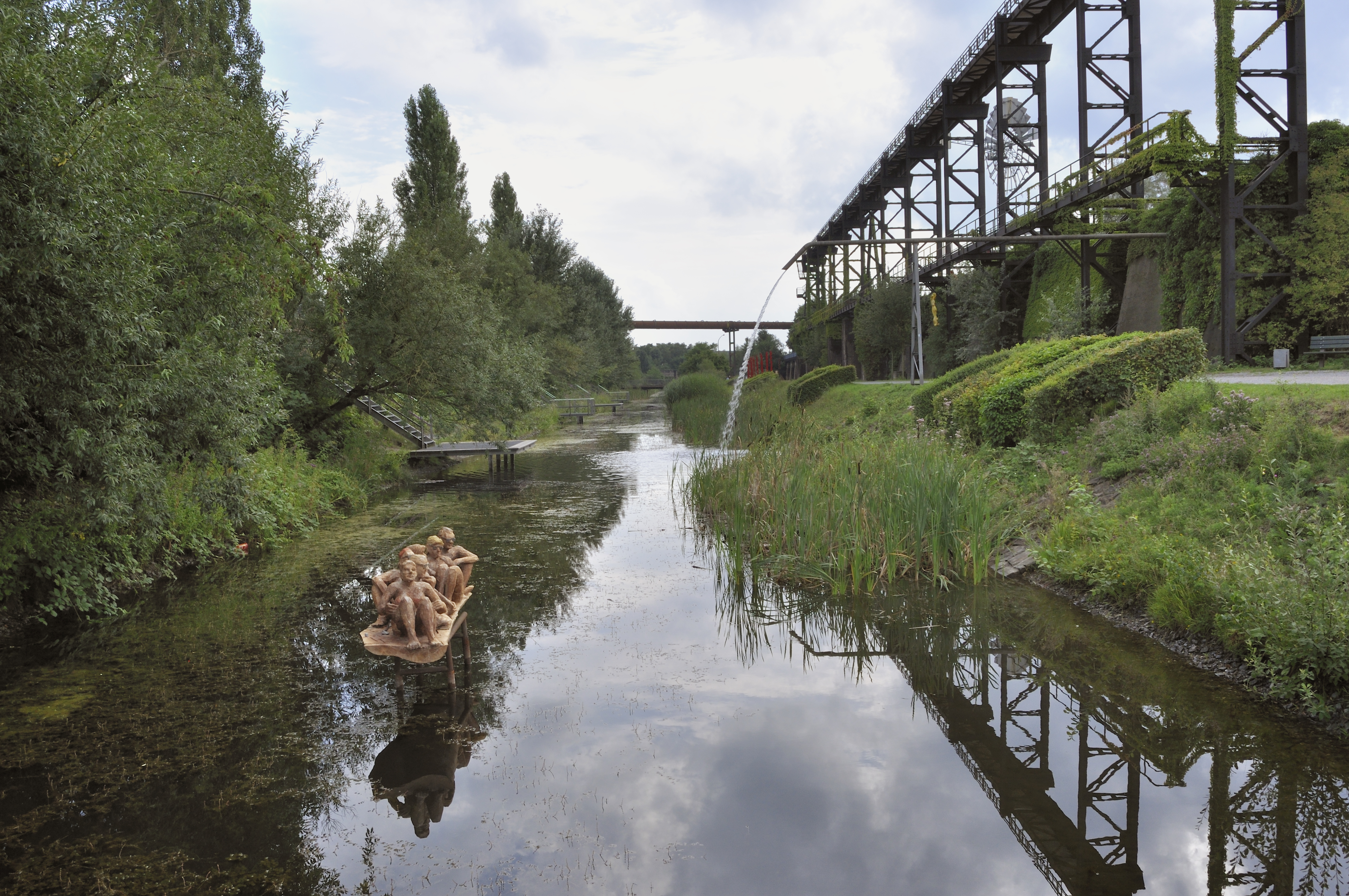
Alte Emscher mit Teilen des Systems zur Belüftung

1999 war der Umbau abgeschlossen, seitdem fließt im Bett der Alten Emscher nur noch Regenwasser, das größtenteils von den versiegelten Flächen des Landschaftsparks stammt. Auf dem sogenannten „Wasserpfad“ wird das Regenwasser in zwei hintereinander geschaltete Wasserbecken (Standort der ehemaligen Kühltürme) geleitet, anschließend an Schönungsteiche und dann zeitverzögert in die Alte Emscher abgegeben (Regenrückhaltesystem). Mit Hilfe des Windrades an der Emscherpromenade wird ein Teil des Wassers in den Turm gehoben und dann zu den Bunkergärten transportiert. Wird es dort nicht benötigt, fließt es über Rohrleitungen zum Klarwasserlauf zurück und fällt dort offen hinein, wodurch es sich mit Sauerstoff anreichert.
Die Alte Emscher ist vom Flusssystem der Emscher abgeschnitten, entwässert nur noch ihr unmittelbares Einzugsgebiete im Duisburger Norden und Oberhausener Westen und hebt das Wasser dann bei Kilometer 788,5 als rechter Nebenfluss in den Rhein.